# Козобін (острів)
Острів Козобін — острів у Росії .  Розташований в  Архангельській області. Частина архіпелагу Нова Земля.                    

Клімат полярний. Середня температура −5 °С. Найспекотніший місяць – серпень о 4 °C, а найхолодніший лютий −18 ° С. 